# Rafał Górak
Rafał Górak (ur. 30 marca 1973 w Bytomiu) – polski trener piłkarski oraz piłkarz występujący na pozycji obrońcy. Od 2019 trener GKS Katowice.

## Życiorys
Występował między innymi w Polonii Bytom, Szczakowiance Jaworzno i Ruchu Radzionków. W barwach Szczakowianki rozegrał 23 mecze w ekstraklasie i zdobył 1 gola. W sezonie 2005/06 był grającym trenerem Ruchu Radzionków. Po tym sezonie zakończył karierę piłkarską i trenował pierwszy skład drużyny z Radzionkowa, z którym zdobył mistrzostwo sezonu 2006/07 w śląskiej IV lidze (drużyna Ruchu nie awansowała do 3 ligi po przegranym dwumeczu barażowym z drużyną Koszarawy Żywiec). W sezonie 2007/08 zespół Góraka zajął drugie miejsce w śląskiej IV lidze. W sezonie 2008/09 wywalczył mistrzostwo III ligi opolsko-śląskiej. W sezonie 2009/10 wywalczył mistrzostwo II ligi zachodniej awansując tym samym na zaplecze Ekstraklasy. Po rundzie jesiennej sezonu 2010/11 zrezygnował ze stanowiska trenera. 1 kwietnia 2011 zastąpił Adama Noconia w GKS-ie Tychy. 21 czerwca 2011 zajął miejsce Wojciecha Stawowego na stanowisku I trenera GKS-u Katowice. Z tej funkcji został zwolniony 22 sierpnia 2013 po porażce 0-5 z GKS-em Bełchatów. 2 grudnia 2013 roku został trenerem III-ligowego BKS-u Stali Bielsko-Biała. W kwietniu 2017 roku objął funkcję trenera III-ligowej Elany Toruń, z którą wywalczył awans do II ligi w sezonie 2017/18.  3 czerwca 2019 roku ponownie został trenerem GKS-u Katowice, który wówczas spadł do II ligi. W sezonie 2020/2021 awansował z GKS-em do I ligi, zaś w sezonie 2023/2024 awansował z klubem do Ekstraklasy. Po udanym sezonie 2024/2025, w którym GKS zajął 8. miejsce w Ekstraklasie, jego kontrakt został przedłużony do 2028 roku.

## Sukcesy

### Jako zawodnik
Szczakowianka Jaworzno
- Awans do Ekstraklasy: (1): 2001/02

### Trenerskie
GKS Katowice
- Awans do Ekstraklasy: 2023/24

- Wicemistrzostwo II ligi (1): 2020/21

#### Elana Toruń
- Mistrzostwo III ligi (1): 2017/18